# Comuna Voiteg, Timiș
Voiteg este o comună în județul Timiș, Banat, România, formată din satele Folea și Voiteg (reședința).

## Localizare
Voitegul se situează în sudul județului Timiș, la 36 km sud de municipiul Timișoara și 7,5 km nord de orașul Deta, pe drumul național DN59 (sau E70). Este străbătut de calea ferată Timișoara-Stamora Moravița (Vârșeț) și este capăt de linie pentru calea ferată Voiteg - Reșița. În paralel, la limita sudică a Voitegului începe drumul național DN58B, Voiteg - Reșița. Pe acest drum, la circa 20 km distanță se află orașul Gătaia. Se învecinează la nord cu Jebel (12 km), la nord-est se învecinează cu satul aparținător Folea, la circa 8 km, la est cu Birda (circa 10 km), la sud cu Deta, iar la vest cu Ghilad și cu Ciacova (10 km).

## Etimologie
De-a lungul timpului așezarea a avut numeroase denumiri: pe de-o parte o serie de denumiri de origine maghiară: Vejte, Veytech, Veytsch, Wejtech, Wech și Veycech. Pe de altă parte o serie de denumiri de origine germană: Woiteg, Wojteg, Woitek, Wojtek, Voitek și în final Voiteg. Administrația română a Banatului i-a adus și numele de Voivodeni (1924). Pentru a completa puzderia de denumiri, stația de cale ferată se numește Voiteni, care este, de altfel, și denumirea utilizată tot mai frecvent de localnici pentru a denumi comuna.

## Istorie

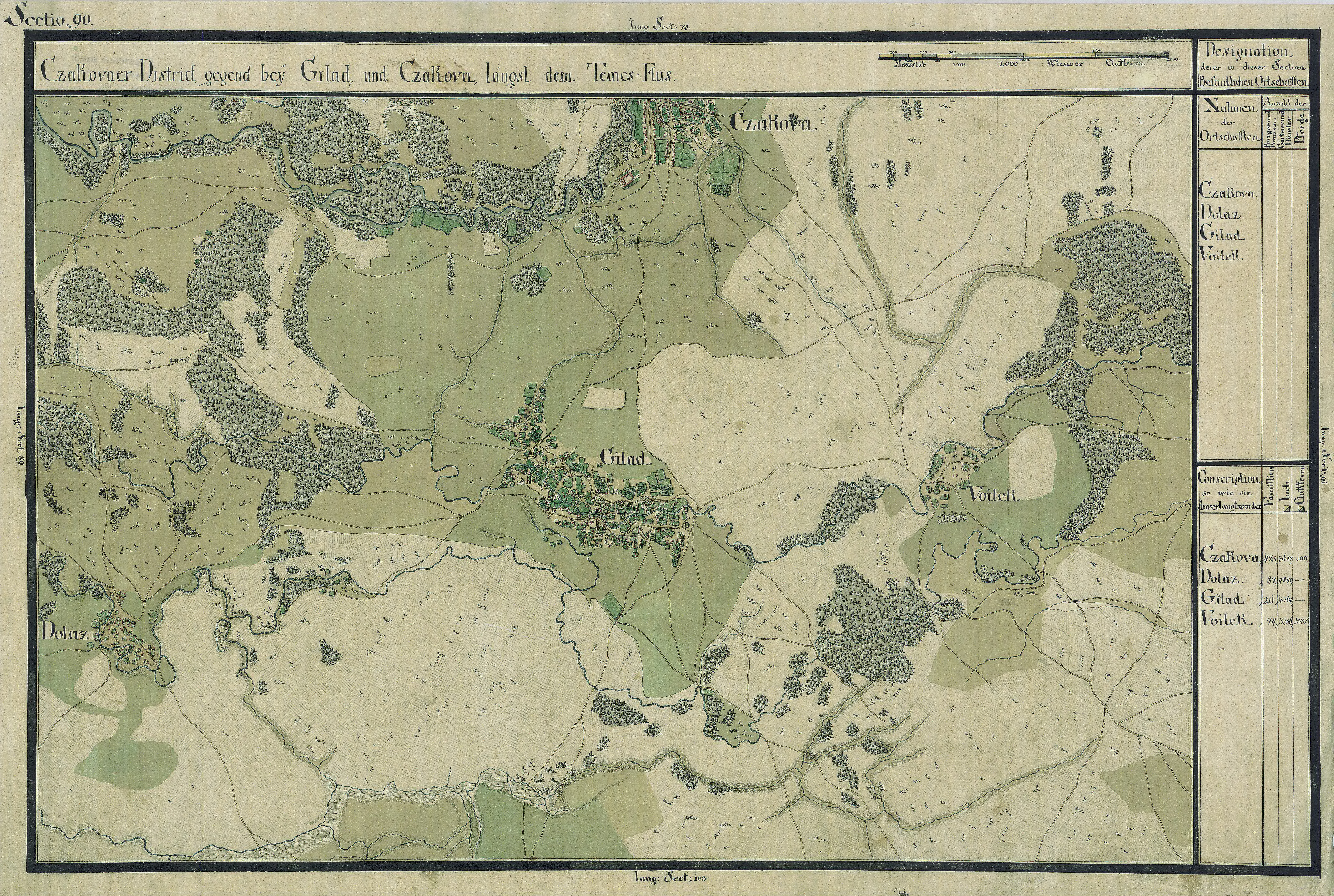
Voiteg în Harta Iosefină a Banatului, 1769-72

Satul Voiteg există din secolul XIV, fiind menționat pentru prima dată în documente în anul1328. Atunci satul era denumit Veytech, după numele proprietarului Teodor Veytey. În acea perioadă, satul Voiteg nu se afla pe locul său prezent ci puțin mai la vest de calea ferată. În 1332, în registrele de dijmă papale, este din nou menționată parohia de Veytech.

## Politică
Comuna Voiteg este administrată de un primar și un consiliu local compus din 11 consilieri. Primarul, Niculae-Ioan Pop[*], de la Partidul Național Liberal, este în funcție din 2021. Începând cu alegerile locale din 2024, consiliul local are următoarea componență pe partide politice:
|  | Partid                          | Consilieri | Componența Consiliului | Componența Consiliului | Componența Consiliului | Componența Consiliului | Componența Consiliului | Componența Consiliului |
|  | ------------------------------- | ---------- | ---------------------- | ---------------------- | ---------------------- | ---------------------- | ---------------------- | ---------------------- |
|  | Partidul Național Liberal       | 6          |                        |                        |                        |                        |                        |                        |
|  | Alianța pentru Unirea Românilor | 2          |                        |                        |                        |                        |                        |                        |
|  | Partidul Social Democrat        | 2          |                        |                        |                        |                        |                        |                        |
|  | Radu Adrian                     | 1          |                        |                        |                        |                        |                        |                        |

Primarul comunei, Tudor Nicolae Marinescu și viceprimarul Dumitru Ordeanu sunt ambii membri PNL (la alegerile din 2004 erau membri PSD). Consiliul Local este constituit din 11 membri împărțiți astfel:
|  | Partidul Social Democrat | 6 |  |  |  |  |  |  |
|  | Partidul Democrat        | 4 |  |  |  |  |  |  |
|  | Partidul România Mare    | 1 |  |  |  |  |  |  |

## Demografie
Componența etnică a comunei Voiteg
     Români (83,8%)
     Maghiari (3,68%)
     Romi (3,51%)
     Germani (1,86%)
     Alte etnii (1,6%)
     Necunoscută (5,54%)
Componența confesională a comunei Voiteg
     Ortodocși (76,44%)
     Romano-catolici (8,01%)
     Penticostali (4,33%)
     Evanghelici (1,26%)
     Baptiști (1,04%)
     Alte religii (2,64%)
     Necunoscută (6,28%)
Conform recensământului efectuat în 2021, populația comunei Voiteg se ridică la 2.309 locuitori, în scădere față de recensământul anterior din 2011, când fuseseră înregistrați 2.437 de locuitori. Majoritatea locuitorilor sunt români (83,8%), cu minorități de maghiari (3,68%), romi (3,51%) și germani (1,86%), iar pentru 5,54% nu se cunoaște apartenența etnică. Din punct de vedere confesional, majoritatea locuitorilor sunt ortodocși (76,44%), cu minorități de romano-catolici (8,01%), penticostali (4,33%), evanghelici (1,26%) și baptiști (1,04%), iar pentru 6,28% nu se cunoaște apartenența confesională.

## Școala Agricolă din Voiteg
„Școala Agricolă Voiteg”, a fost constituită cu mari eforturi de țărani preponderent șvabi sub forma unei societăți pe acțiuni. Valoarea unei acțiuni a fost echivalentul a 100 kg grâu, și anume a una mie lei, iar plata putea fi făcută în trei rate anuale. Cursurile au început în 1927, iar durata unui curs era de șase luni, desfășurate în perioada de iarnă. Un punct de cotitură pentru acest loc a însemnat anul 1945, când prin decret regal, regele Mihai I al României a pus la dispoziția Institutului Agronomic din Timișoara, la înființare, întregul patrimoniu al vechii școli agricole germane din Voiteg, însemnând clădiri și terenuri agricole, spre a fi folosit drept centru de practică pentru studenții de la agronomie.  La 80 de ani de la înființarea școlii agricole germane din Voiteg, această școală tradițională din Banat a fost restaurată și deschisă pe 13 iunie 2007 într-un cadru festiv ca centru româno-german pentru pregătire agricolă și educație ulterioară. Compania sponsoră a acestui centru educațional include Universitatea de Științe Agricole și Medicină Veterinară a Banatului din Timișoara, Forumul Democrat al Germanilor din Banat, o subdiviziune a Forumului Democrat al Germanilor din România și DEULA Baden Württemberg GmbH. Acest proiect a fost realizat cu sprijinul statului Baden-Württemberg, al prim-ministrului pe atunci Erwin Teufel și al consulilor germani din Timișoara 2001-2007. Investiția totală a fost de 14,3 miliarde de lei (485.000 €), partea germană contribuind cu 150.000 € la fondurile guvernului român. Centrul de învățământ are o clădire școlară modernă, dotată corespunzător, cu un total de 554 hectare de teren. Partenerul german cu experiență, centrul de pregătire DEULA pentru tehnologia agricolă și de mediu din Kirchheim unter Teck, lângă Stuttgart, este un model pentru acest proiect.
Astăzi, Centrul Româno-German de Pregătire și Perfecționare Profesională în Domeniul Agriculturii din localitatea Voiteg, este o școală de elită a agricultorilor precum un centru modern, conform cu standardele europene, care continuă conceptul inițiat în anul 1926 de fondatorii „Școlii Agricole din Voiteg”, care în prezent ca și la acea vreme, se conturează în jurul necesității dobândirii de cunoștințe și deprinderi practice ale agricultorilor. Toate cursurile sunt gratuite pentru elevii înscriși în clasa de învățământ de stat pentru mecanici agricoli. Mai departe se poate obține o bursă de 600 de lei/lună pe perioada cursurilor. Se oferă între altele: învățământ profesional dual pentru mecanici agricoli, curs practic pentru mecanici agricoli, curs practic de mașini și echipamente pentru recoltat cereale, curs practic pentru mașini de aplicat produse de protecția plantelor, curs practic pentru tractoare și utilizarea sistemului GPS pentru tractoare sau pregătire pentru tractoriști rutieriști. Conducerea școlii revine lui dr. Ciprian Fora, profesor la Universitatea Agricolă și Veterinară, președintele fiind Cosmin Alin Popescu.